# Cichla nigromaculata
Cichla nigromaculata är en fiskart som beskrevs av William Jardine och Schomburgk, 1843. Cichla nigromaculata ingår i släktet Cichla och familjen Cichlidae. Inga underarter finns listade i Catalogue of Life.